# Moteur!
Moteur! is een studioalbum van Ange. Het is een album, dat nu eens niet in Frankrijk is opgenomen maar in de Maison Rouge geluidsstudio in Londen. Het album bevat jaren 80-rock, waarbij Saga het meest als de “oude” Ange klinkt.  De tekst van het nummer is soortgelijk aan het lied Imagine van John Lennon ("Imagine un soir d’éte" etc.). 

## Musici
- Christian Décamps – zang, toetsinstrumenten
- Robert Defer – gitaar
- Didier Viseux – basgitaar, zang
- Francis Décamps – toetsinstrumenten
- Jean-Pierre Guichard – slagwerk

## Muziek
| Nr. | Titel                                                  | Duur |
| --- | ------------------------------------------------------ | ---- |
| 1.  | Tant pis l’Indien (C. Décamps, F. Décamps)             | 3:46 |
| 2.  | Saga (C. Décamps, F. Décamps)                          | 5:07 |
| 3.  | Rein n’est trop beau pour toi (C. Décamps, F. Décamps) | 2:04 |
| 4.  | Mourir, souffrir (C. Décamps, Viseux)                  | 3:40 |
| 5.  | Touchez pas mon ciné! (C. Décamps, F. Décamps)         | 5:04 |
| 6.  | Détective privé (C. Décamps, F. Déchamps, Viseux)      | 3:01 |
| 7.  | Au autre jazz (C. Décamps, F. Décamps)                 | 3:13 |
| 8.  | Moi, pas idiot! (C. Décamps, F. Décamps)               | 4:08 |
| 9.  | Assis! (C. Décamps, F. Décamps)                        | 5;24 |
| 10. | Chatte, chatte (C. Décamps, F. Décamps)                | 4:07 |